# I.C.U.
I.C.U. è un film del 2009 diretto da Aash Aaron.
Pellicola di produzione australiana con protagonista Margot Robbie.

## Trama
Il film racconta di tre adolescenti annoiati che spiano i loro vicini in un appartamento di vacanza, sospettando di aver scoperto un serial killer in azione. Ma non sanno che la casa vacanze grattacielo dove dimorano in realtà è piena di telecamere nascoste e che 'qualcuno' in realtà li osserva da ogni angolazione. Ognuno è osservato in un punto.